# Kevin De Jonghe
Kevin De Jonghe (Rumst, 4 december 1991) is een Belgisch wielrenner die anno 2018 rijdt voor Tarteletto-Isorex. In 2011 werd hij Belgisch kampioen tijdrijden voor beloften.

## Belangrijkste overwinningen
2009
 Belgisch kampioenschap tijdrijden, Junioren
2011
 Belgisch kampioenschap tijdrijden, Beloften
2016
Ronde van Luik
2017
3e etappe Ronde van Savoie

## Ploegen
- 2012 –  Topsport Vlaanderen-Mercator
- 2013 –  Topsport Vlaanderen-Baloise
- 2014 –  Topsport Vlaanderen-Baloise
- 2015 –  Cibel
- 2016 –  Cibel-Cebon
- 2017 –  Cibel-Cebon
- 2018 –  Tarteletto-Isorex

Armée · Cornu · De Jonghe · De Ketele · De Vreese · Declercq · Jacobs · Jodts · Lietaer · Mertens · Neirynck · Salomein · Serry · Van Asbroeck · Van Hecke · Van Hoecke · Van Staeyen · Van Vooren · Vanoverberghe · Vandousselaere · Vanspeybrouck · Waeytens · Wallays
Armée · Cornu · De Buyst · De Jonghe · De Ketele · De Vreese · Declercq · Helven · Jacobs · Lampaert · Lietaer · Mertens · Neirynck · Salomein · Sprengers · Van Asbroeck · Van Hecke · Van Hoecke · Van Staeyen · Vanbilsen · Vandousselaere · Vanoverberghe · Vanspeybrouck · Waeytens · Wallays
Campenaerts · De Pauw · De Buyst · De Jonghe · De Ketele · Declercq · Helven · Jacobs · Lampaert · Lietaer · Rickaert · Salomein · Sprengers · Steels · Theuns · Van Asbroeck · Van Hecke · Van Hoecke · Vanoverberghe · Van Staeyen · Vanbilsen · Vanspeybrouck · Vergaerde · Waeytens ·  Wallays
Boucher · Boussaer · Brayan-Lund · Cant · De Groote · De Jonghe · De Rooze · Leigh · Maes · Mannaerts · Ruijgh · Scheire · Sefa · A. Stockman · M. Stockman · Torres · Tzortzakis · Verhelst